# 성주 심원사 석조유물
성주 심원사 석조유물(星州 深源寺 石造遺物)은 대한민국 경상북도 성주군 수륜면, 심원사에 있는 통일신라의 석조유물이다. 2007년 7월 30일 경상북도의 문화재자료 제525호로 지정되었다.

## 개요
성주 심원사 석조유물은 중창공사의 진행 중에 발견 또는 발굴된 신라후기에 창건된 사찰인 심원사의 사지(寺址)에 남아 있던 여러 종류의 불교유물들로서, 석조불상대좌(石造佛像臺座), 배례석(拜禮石), 불상광배(佛像光背), 석조비로자나불좌상(石造毘盧遮那佛坐像), 신방석(信枋石), 석탑기단갑석(石塔基壇甲石) 등이다.
석조유물은 대부분 화강암으로 되어 있고 석조비로자나불좌상이 높이 47cm, 어깨폭 40.5cm, 최대폭 43.5cm, 불상광배가 136.5×110cm, 석조불상대좌가 73.2×17.4cm, 석탑기단갑석이 101.8×102.2cm, 신방석이 지름 74cm, 높이 16.8cm의 규모로 되어 있다.
심원사는 창건연대가 8세기경으로 추정되는 사찰로 도은(陶隱) 이숭인(李崇仁)이 그의 시에서 ‘고사(古寺)’라 칭한 것으로 보아 오랜 역사 동안 번창한 사찰이었음을 짐작할 수 있다. 조선 중종 때의 승려 지원(智遠)이 중수하였고 임진왜란으로 소실된 후 중창했다는 기록이 남아 있지만, 정조 23년(1799)에 편찬된 ꡔ범우고(梵宇攷)ꡕ에는 폐사(廢寺)로 기록되어 있으므로 18세기에는 폐사가 되었던 것으로 추정된다.
문화재로 지정된 석조유물은 통일신라～고려 초에 걸쳐 조성된 것으로 추정되며, 특히 불상광배는 두광과 신광을 갖춘 주형광배(舟形光背)로 전체적으로 우수하다고 하겠으며, 향로 2좌를 배치한 예는 극히 드문 형식이다.

## 같이 보기
- 심원사

## 참고 자료
- 성주 심원사 석조유물 - 국가유산청 국가유산포털